# The Nightblooms
The Nightblooms foi uma banda holandesa de rock alternativo.

## História
The Nightblooms foi uma banda formada em 1987 Deventer, Holanda. Um quarteto da vocalista Esther Sprikkelman, o guitarrista Harry Otten, o baixo Petra van Tongeren e o baterista Leon Morselt. Morselt e Van Tongeren eram anteriormente membros da banda Three Clouds in the Sky, que havia lançado um EP de 1985, A Long Forgotten Day. enquanto Otten havia tocado em Alerta, cujo álbum In the Land of a Thousand Pretty Dreams foi lançado em 1983 pela Welfare Factory Records.
O primeiro single de Nightblooms foi o "Go Eliza", lançado em 1988 pela Dingo Records. Eles assinaram um contrato com a Fierce Recordings, lançando o single "Crystal Eyes" de 1990 e o EP Butterfly Girl, antes de lançarem o álbum de estreia homônimo em 1992. Eles também gravaram uma sessão para o programa BBC Radio 1 de John Peel em 1990, com Michael van der Woude na guitarra.
Eles então assinaram com a Fire Records, que relançou o álbum de estreia da banda em seu selo Paperhouse; isso foi seguido por 24 days at Catastrofe Café em setembro de 1993. A banda se separou em 1996.
Sprikkelman e Otten criaram uma nova banda, Safe Home, que lançou dois álbuns, You Can't Undo What's Yet Undid (2002) e The Wide Wide World And All We Know (2005), bem como vários outros singles.
Sprikkelman gravou mais tarde com Telefunk e Willard Grant Conspiracy .

## Discografia

### Álbuns
- The Nightblooms (1992, Fierce Recordings; reeditado Paperhouse/Seed)
- 24 Days at Catastrophe Café (1993, Fire Records /Seed)

### Álbuns ao vivo
- Ao vivo (1992, Fierce Recordings)

### Singles e EPs
- "Go Eliza" (1988, Dingo Records)
- "Crystal Eyes" (1990, Fierce Recordings)
- Butterfly Girl EP (1992, Fierce Recordings)
- "Starcatcher" (1992, Fire Records)
- "Never Dream at All" (1993, Fire Records)
- "Hold On" (1994, Fire Records)
- "Love Is Gone" (1995, Fire Records)

## Ligações Externas
- Todas as músicas: The Nightblooms
- Wolk, Douglas " The Nightblooms ", Trouse Press